# MTV Unplugged (10,000 Maniacs)
MTV Unplugged è un album discografico live del gruppo musicale statunitense 10,000 Maniacs, pubblicato nel 1993 e registrato per la serie MTV Unplugged. Rappresenta l'ultima pubblicazione con la voce di Natalie Merchant.
La cover di "Because the Night" venne pubblicata come singolo e raggiunse la posizione numero 11 della Billboard Hot 100, diventando il brano di maggior successo nella carriera del gruppo.

## Tracce
1. These Are Days (Rob Buck,  Natalie Merchant) – 4:22
2. Eat for Two (Merchant) – 4:12
3. Candy Everybody Wants (Dennis Drew, Merchant) – 3:19
4. I'm Not the Man (Merchant) – 3:46
5. Don't Talk (Drew, Merchant) – 5:22
6. Hey Jack Kerouac (Buck, Merchant) – 3:29
7. What's the Matter Here? (Buck, Merchant) – 4:50
8. Gold Rush Brides (Buck, Merchant) – 4:12
9. Like the Weather (Merchant) – 4:15
10. Trouble Me (Drew, Merchant)– 3:40
11. Jezebel (Merchant) – 4:20
12. Because the Night (Patti Smith, Bruce Springsteen) – 3:44
13. Stockton Gala Days (Jerome Augustyniak, Buck, Drew, Steve Gustafson, Merchant) – 5:25
14. Noah's Dove (Merchant) – 5:07